# Öratjärnen (Älvros socken, Härjedalen)
Öratjärnen är en sjö i Härjedalens kommun i Härjedalen och ingår i Ljusnans huvudavrinningsområde. Sjön har en area på 0,087 kvadratkilometer och ligger 559 meter över havet.

## Delavrinningsområde
Öratjärnen ingår i det delavrinningsområde (689395-143474) som SMHI kallar för Mynnar i 689521-143252. Medelhöjden är 571 meter över havet och ytan är 4,35 kvadratkilometer. Det finns inga avrinningsområden uppströms utan avrinningsområdet är högsta punkten. Vattendraget som avvattnar avrinningsområdet har biflödesordning 5, vilket innebär att vattnet flödar genom totalt 5 vattendrag innan det når havet efter 246 kilometer. Avrinningsområdet består mestadels av skog (55 procent) och sankmarker (39 procent). Avrinningsområdet har 0,12 kvadratkilometer vattenytor vilket ger det en sjöprocent på 2,7 procent.